# Ⱪ (латиница)
Ⱪ, ⱪ (K с нижним выносным элементом) — буква расширенной латиницы, использовавшаяся в уйгурском языке.

## Использование

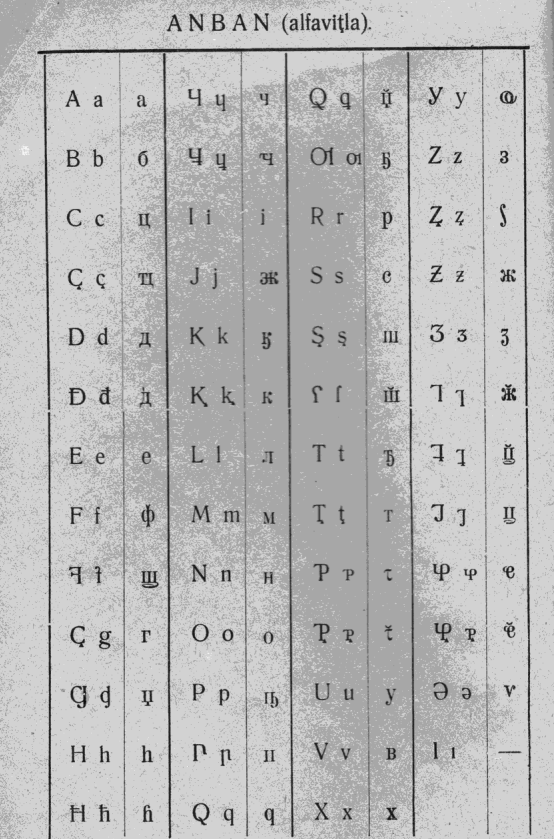
Абхазский латинизированный алфавит из букваря 1930 года

Использовалась в Новом уйгурском алфавите (1965—1982) для обозначения звука [q]. В кириллице ей соответствует Қ қ, в арабском алфавите — ق, а в современном латинском — Q q.
Использовалась в лакском латинском алфавите 1928 и 1932 годов, при переходе на кириллицу в 1938 году была заменена на КӀ кӀ.
Использовалась в абхазском латинском алфавите 1928 года, при переходе на грузинское письмо в 1938 году была заменена на კ, а при переходе на кириллицу в 1954 году — на К к.